# Léninski (Bélgorod)
|  | Per a altres significats, vegeu «Léninski». |

Léninski - Ленинский (rus) - és un poble (un possiólok) de l'óblast de Bélgorod, a Rússia. El 2010 tenia 213 habitants. Pertany al districte (raion) de Xebékino.